# 23 Comae Berenices
23 Comae Berenices, som är stjärnans Flamsteed-beteckning, är en dubbelstjärna i stjärnbilden Berenikes hår, belägen ca 5° från Nordpolen. Stjärnan är av visuell magnitud +4,77  och väl synlig för blotta ögat vid god seeing. Baserat på parallaxmätning inom Hipparcosuppdraget på ca 10,5 mas, beräknas den befinna sig på ett avstånd på ca 310 ljusår (ca 95 parsek) från solen. Stjärnan rör sig närmare solen med en heliocentrisk radiell hastighet av ca -16 km/s.

## Egenskaper
Primärstjärnan 23 Comae Berenices A är en vit underjättestjärna av spektralklass A0 IV, vilket anger att den förbrukat förrådet av väte i dess kärna och är på väg att utvecklas till en jättestjärna. Bychkov et al. (2009) listar den som en Am-stjärna med en genomsnittlig fältstyrka på 26 × 10−4 T. Den har en massa som är ca 2,2 gånger solens massa, en radie som är ca 3 gånger större än solens och utsänder ca 104 gånger mera energi än solen från dess fotosfär vid en effektiv temperatur på ca 9 700 K.
23 Comae Berenices är en dubbelstjärna vars komponenter kretsar runt varandra med en period på 33 år, en stor excentricitet på 0,9 och har en halv storaxel av 0,219 bågsekunder.